# Isabelle Daniels
Isabelle Francis Daniels (née le 31 juillet 1937 à Jakin et morte le 8 septembre 2017) est une athlète américaine spécialiste du sprint.

## Carrière

### Palmarès
| Date | Compétition           | Lieu      | Résultat | Épreuve    | Performance |
| ---- | --------------------- | --------- | -------- | ---------- | ----------- |
| 1955 | Jeux panaméricains    | Mexico    | 2e       | 60 mètres  | 7 s 6       |
| 1955 | Jeux panaméricains    | Mexico    | 1er      | 4 × 100 m  | 47 s 12     |
| 1956 | Jeux olympiques d'été | Melbourne | 4e       | 100 mètres | 11 s 98     |
| 1956 | Jeux olympiques d'été | Melbourne | 3e       | 4 × 100 m  | 45 s 04     |
| 1959 | Jeux panaméricains    | Chicago   | 1er      | 60 mètres  | 7 s 4       |
| 1959 | Jeux panaméricains    | Chicago   | 2e       | 200 mètres | 24 s 8      |
| 1959 | Jeux panaméricains    | Chicago   | 1er      | 4 × 100 m  | 46 s 4      |

### Records
| Épreuve    | Performance | Lieu | Date |
| ---------- | ----------- | ---- | ---- |
| 100 mètres | 11 s 6      |      | 1956 |
| 200 mètres | 23 s 6      |      | 1959 |